# Folklore -異魂傳承-
《Folklore -異魂傳承-》（日版標題：、美版標題：Folklore）由前CAPCOM製作人岡本吉起所設立的Game Republic（代表作：源氏）開發，是一款PlayStation 3的幻想動作冒險遊戲。本遊戲利用PlayStation 3的驚人表現力來活現世界觀對玩家帶來驚嚇和感動的情節。遊戲的中文版於2007年9月27日發售。
備註：遊戲開發初期代號為「MONSTER KINGDOM UNKNOWN REALMS」，未知是否與PlayStation Portable發售的《Monster Kingdom Jewel Summoner》有關聯。

## 故事
舞臺是現代的歐洲。位于海岬突端，邊境的廢村·都靈村。
一片仍殘存能邂逅使這支民間傳説的土地。
能出入這座村子的道路已被封閉，連漁夫們都不敢輕易靠近，
有如一座陸上孤島，但如今依然有一些人在這裡孤苦地生活……
《Folklore -異魂傳承-》的故事以克爾特神話為主題，以現代世界為背景，以穿梭在生死狹縫間的異界，探討「死亡」的意義為主題。主角會在現代歐洲與7個不可思議並擁有稱為「異世靈」的妖精的「異界」旅行，遊戲的世界由位於現實世界與死亡世界之間的，每個異界各有不同的主題風格。

## 沿革
- 2007年5月22日起於「PLAYSTATION Store」開放宣傳短片
- 2007年6月1日起於「PLAYSTATION Store」開放體驗版下載

## 主要角色
愛倫（Ellen）
年幼時即父母雙亡，被孤兒院領養長大的大學生，22嵗。幾乎沒有年幼時的記憶，跟已死別的母親間的回憶也僅存無幾。由於經常保持一種漠然的不安，對自己沒有自信，也沒有朋友。然而，某天由已死去的母親寄來的書信讓它宛如看見了一道光明，並前往都靈村。
濟玆（Keats）
三流靈異雜誌《未知領域》的記者。27嵗。不相信什麽超自然的靈異現象，並撰寫一些從科學角度解説的報導，卻反而得到部分讀者的好評支持。從截稿前夕，突然打到編輯部，一通自稱「我會被妖精殺害」的電話感覺到事件的氣息，於是前往留有能邂逅死者之民間傳説的都靈村探聽。
稻草人（Scarecrow）
告訴愛倫能見到死者的場所，異界確實存在的稻草人半生命。其言行舉止雖開朗活潑，但從他口中吐出的話語中，卻讓人不時讓人感到絲絲的無法信任。
貝爾格（Belgae）
傳授濟玆如何前往異界的透明人半生命。其言行舉止充滿知性，對現代社會也甚爲熟知。似乎忠心侍奉著某人……？
蘇雷特（Suzette）
濟玆與愛倫在都靈村，最初邂逅的少女。極端厭惡信任他人的性格，會以宛如少年般，態度粗魯的口吻説話。他來到都靈村似乎是最近的事……？

## 異界
妖精界
妖精界是妖精王統治的世界，妖精聚居的地方稱為「常者之國」，是一個充滿歡樂和諧的國家。
戰爭界
戰爭界長久以來一直是兩支軍隊對戰的地方，兩者都是爭取控制整個戰爭界。戰爭界的深部地方有著令人恐懼的兵器存在。
海底都市
海底都市是神話中相傳的世界，現在已經是被世人遺忘的荒廢地方。
無限回廊
無限回廊有著迷宮的地型，一旦迷路就沒有辦法再找到出口。
地獄界
地獄界是所有死後的人或生物受到審判的地方，有著地獄之審判官及法庭存在。
背德之村
背德之村曾經發生過悲劇而滅亡，現在是主角們想念出來的世界。
異界真央
異界真央是人類接觸到死亡邊緣的意識而出現的異界之中心地，亦是主角們最後到達的地方。

## 系統
戰鬥
《Folklore -異魂傳承-》的戰鬥操作相當獨特，遊戲對應SONY PlayStation 3的SIXAXIS（六軸動態感應）技術。兩位主角在全部的7個異界中冒險時，與「異世靈（Folks）」戰鬥到一定程度后，「異世靈」會出現特別的靈魂脫出狀態，按住手柄上的R1並配合晃動和向上拉扯手柄等肢體操作來發揮其所具備的獨特「魂魄（ID）拉出」能力，來收服各種「異世靈」，收復后就可在之後的戰鬥中視情況來按下L2鍵來選擇切換不同屬性和性質的「異世靈」，驅使牠們進行戰鬥。
《Folklore -異魂傳承-》中的「異世靈」驅使系統使得遊戲戰鬥有別于其他動作遊戲，主角在遊戲中的設定為本身是沒有攻擊能力的，而必須驅動異界的「異世靈」來進行戰鬥。玩家在遊戲中可以不斷吸收多達100多種不同屬性和性質的「異世靈」，但只可以同時驅使4只「異世靈」，分別對應手柄上的〇、×、△、□四個按鈕，玩家在對付不同的敵人和形式時，按照自己地喜好來設定各個鍵位對應的「異世靈」，因不同玩家的操作習慣和對戰鬥的不同見解，形成了千變萬化的對敵方式和制敵技巧，讓戰鬥充滿了策略性。每次發動攻擊會消耗主角的精神力（MC），主角在不發動攻擊的時候會自動恢復。這就導致玩家要默默制定戰鬥方式來時刻保證有足夠的MC來進行攻擊和防禦，控制戰鬥節奏。
每种「異世靈」都有相應的「解除業障」的條件。滿足條件后就會解除其「業障」，得到相應的增強能力。如增加攻擊力、增加驅使數量、持續時間延長、減少MC消耗等等。
劇情
《Folklore -異魂傳承-》的劇情是以兩位主角的視角同時進行的，玩家可以選擇是以愛倫還是濟玆來進行劇情。在完成每一章故事之後會回到主角選擇畫面，這時可以選擇另一名主角重新經歷一遍之前的那名主角經歷的章節，但會以完全不同的視角來經歷。
雖然為同一個故事，但兩個主角的章節是完全獨立的，而雖説獨立卻又互相交叉。其中兩位主角會有多次的對話和互動，當操作一名主角時，玩家可能已經了解到另一名主角在見面之前的所有事情，或在完成這名主角的章節之後，選擇另一名主角來進行一遍剛才的章節。同一個章節中，如果先進行的主角在兩名主角相遇的時候做出了某個互動選項，那麽在操作另一名主角就會看到一個先前的主角已經選擇后的劇情。這些交叉式的劇情表達方式讓劇情表現得十分立體和曲折，相當引人入勝，給玩家很特別的感覺。
聯動
《Folklore -異魂傳承-》還可以和SONY PlayStation Protable主機的遊戲《密域奇魂 -伊底亞傳承-（Coded Soul）》進行聯動。能取得聯動探索任務、追加業障等等各種特典，還能互傳已捕獲的怪物。

## 基本操作
左搖竿——角色移動
右搖竿——視角旋轉
方向鍵——視角90度旋轉／切換鎖定目標
〇鍵——確定／調查／驅使異世靈攻擊
□鍵——驅使異世靈攻擊
×鍵——驅使異世靈攻擊
△鍵——驅使異世靈攻擊
L1——鎖定／解除鎖定
L2——設定按鈕對應的異世靈
R1——收取異世靈ID
R2——迴避
L3——無
R3——視角轉向主角面對方向
SELECT——地圖／目標
START——察看異世靈／道具／系統菜單

## 主題曲
「Nephilim」
- 主唱／演奏：abingdon boys school
- 出版：Epic Records Japan
- 作詞：西川貴教／作曲：岸利至

## 外部連結
- （繁體中文）《Folklore -異魂傳承-》 香港官方網站（页面存档备份，存于）
- （日語）《Folklore -異魂傳承-》 日本官方網站（页面存档备份，存于）
- （日語）《Folklore -異魂傳承-》 官方開發網誌（页面存档备份，存于）
- （日語）Game Republic 官方網站
- （日語）abingdon boys school 官方網站（页面存档备份，存于）
- （日語）A.B.S.F.C 官方網站